# Agave bracteosa
Agave bracteosa ist eine Pflanzenart der Gattung Agaven (Agave) in der Unterfamilie der Agavengewächse (Agavoideae). Ein englischer Trivialname ist „Spider Agave“.

## Beschreibung
Agave bracteosa wächst als offene, kleine bis mittelgroße Rosette und bildet durch Sprossung aus oberirdischen Blattachseln Haufen. Die relativ wenigen, im unteren Drittel konvexen und angerauten Laubblätter sind übergebogen und zurückgebogen. Die gelbgrüne Blattspreite ist 50 bis 70 Zentimeter lang und 3 bis 5 Zentimeter breit. Die Blattränder sind winzig fein gesägt. An der Blattspitze ist kein Enddorn vorhanden.
Der „ährige“ Blütenstand ist aufsteigend bis aufrecht, wird zwischen 1,2 und 1,7 Meter lang und ist im oberen Drittel dichtblütig. Die Teilblütenstände haben paarig angeordnete Blüten von 22 bis 26 Millimeter Länge mit weißen bis hellgelben Tepalen. Der spindelige Fruchtknoten ist zwischen 12 und 14 Millimeter lang. Die 50 bis 60 Millimeter langen Staubfäden ragen deutlich heraus.

## Verbreitung und Systematik
Agave bracteosa wächst endemisch in den mexikanischen Bundesstaaten Nuevo León und Coahuila im Norden der Sierra Madre Oriental in Höhenlagen von 900 bis 1700 Metern zerstreut auf Kalkfelsen und an felsigen Hängen. Sie ist vergesellschaftet mit zahlreichen Sukkulenten- und Kakteenarten.
Die Erstbeschreibung erfolgte 1882 durch Sereno Watson.
Agave bracteosa ist ein Vertreter der Sektion Choritepalae. Die innerhalb der Gruppe abweichende  Art ist charakterisiert durch die Blatt- und Blütenstruktur. Sie wurde deshalb von Ullrich in die Gruppe Serrulatae klassifiziert.
Ein nomenklatorisches Synonym ist Paleoagave bracteosa (S.Watson ex Engelm.) A.Vázquez, Rosales & García-Mor.

## Nachweise

## Weiterführende Literatur
- August J. Breitung: Agave bracteosa. In: The Agaves. The Cactus & Succulent Journal Yearbook, 1968, S. 39.
- Howard Scott Gentry: Agaves of Continental North America. University of Arizona Press, 1982, S. 91–93.
- B. Ullrich: Agave bracteosa S.Watson ex Engelmann. Kakt. und Sukk. J. 1990, Band 40, Nummer 5, Karteikarte 13.
- Mary & Gary Irish: Agave, Yuccas, and related plants. A Gardener's Guide. Timber Press, 2000, ISBN 0-88192-442-3, S. 104–105, Pl. 8.